# Ala I Scubulorum

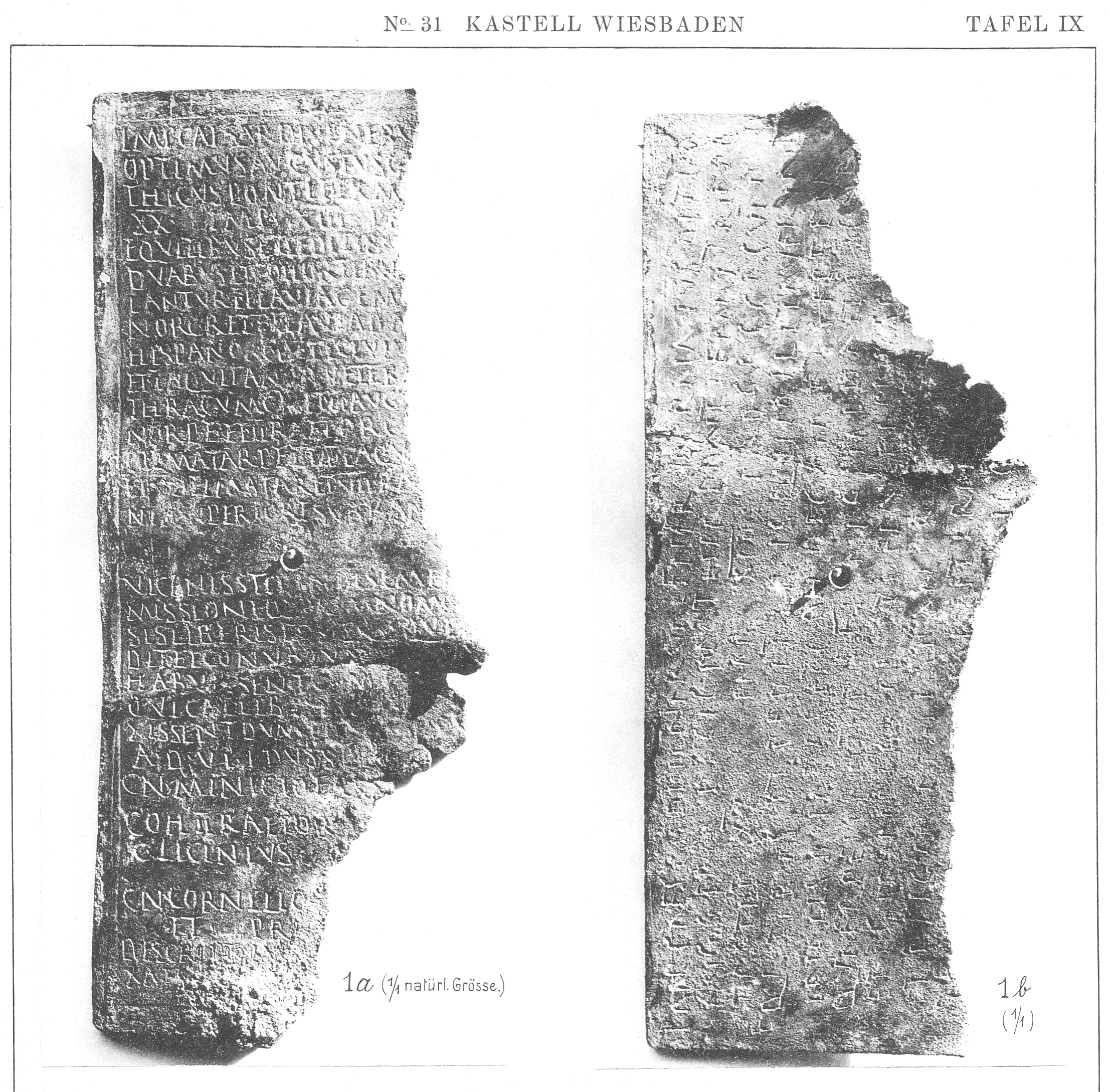
Das Militärdiplom von 116 n. Chr.

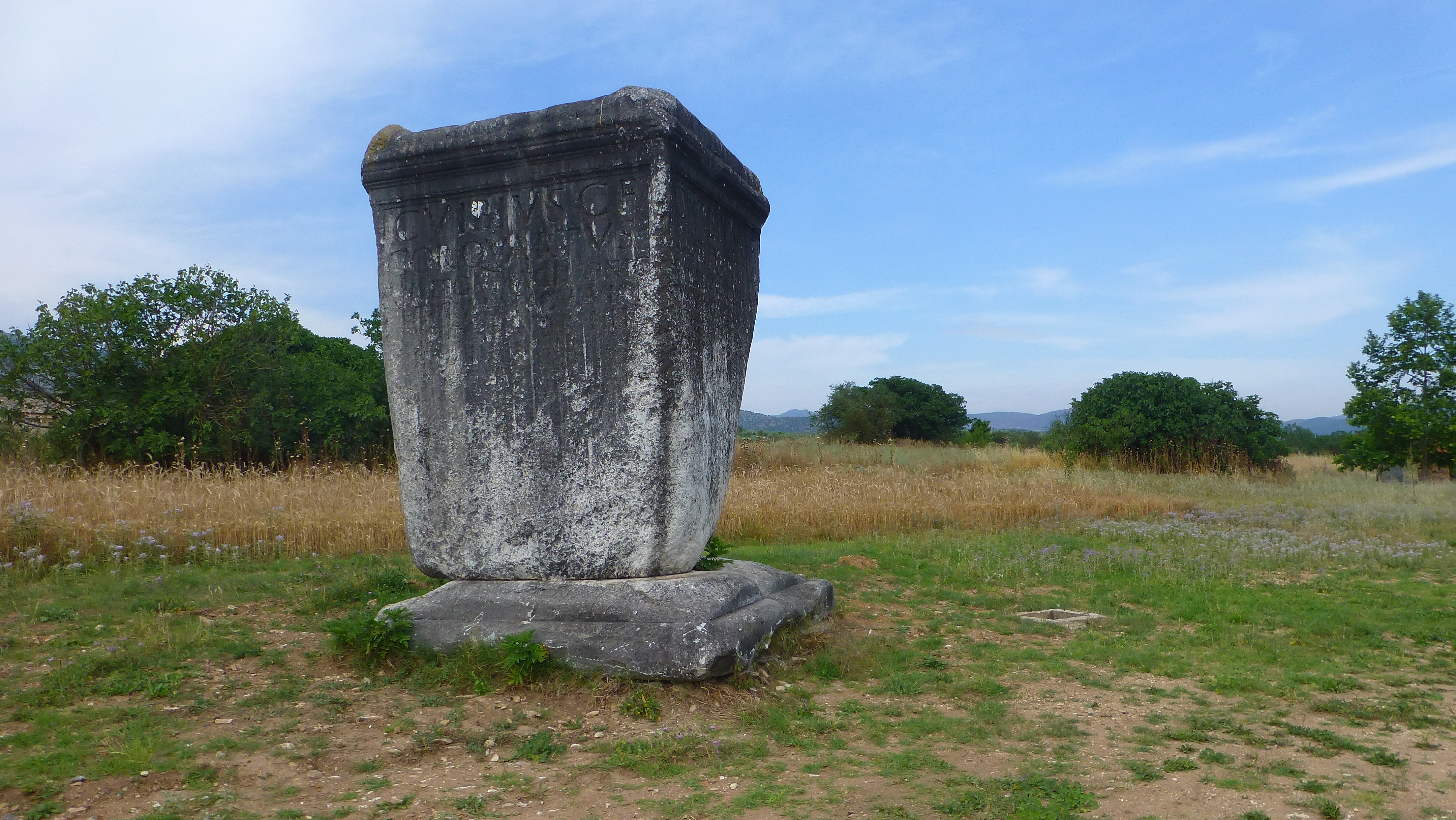
Die Inschrift des Caius Vibius Quartus

Die Ala I Scubulorum (deutsch 1. Ala der Scubuler/des Scubulus) war eine römische Auxiliareinheit. Sie ist durch Militärdiplome, Inschriften und Ziegelstempel belegt.

## Namensbestandteile
- Ala: Die Ala war eine Reitereinheit der Auxiliartruppen in der römischen Armee.

- I: Die römische Zahl steht für die Ordnungszahl die erste (lateinisch prima). Daher wird der Name dieser Militäreinheit als Ala prima .. ausgesprochen.

- Scubulorum: der Scubuler oder des Scubulus. Laut John Spaul ist es ungeklärt, ob ein Volksstamm der Scubuler überhaupt existiert hat. Möglicherweise war  einer der ersten Kommandeure der Einheit ein ansonsten unbekannter Scubulus, nach dem die Ala benannt wurde.

Da es keine Hinweise auf den Namenszusatz milliaria (1000 Mann) gibt, war die Einheit eine Ala quingenaria. Die Sollstärke der Ala lag bei 480 Mann, bestehend aus 16 Turmae mit jeweils 30 Reitern.

## Geschichte
Die Ala war in den Provinzen Moesia, Pannonia und Germania (in dieser Reihenfolge) stationiert. Sie ist auf Militärdiplomen für die Jahre 74 bis 129/138 n. Chr. aufgeführt.
Die Anfänge der Einheit sind unsicher, möglicherweise wurde sie in Hispanien aufgestellt. Im 1. Jhd. war die Ala zunächst in der Provinz Moesia stationiert. Möglicherweise um 46/49 wurde sie nach Pannonien verlegt, wo Ziegel mit ihrem Stempel gefunden wurden. Während oder kurz nach dem Vierkaiserjahr wurde die Einheit dann in die Provinz Germania verlegt.
Der erste Nachweis der Einheit in Germania beruht auf einem Diplom, das auf 74 datiert ist. In dem Diplom wird die Ala als Teil der Truppen aufgeführt (siehe Römische Streitkräfte in Germania), die in der Provinz stationiert waren. Weitere Diplome, die auf 82 bis 129/138 datiert sind, belegen die Einheit in derselben Provinz (bzw. ab 90 in Germania superior).

## Standorte
Standorte der Ala in Germania waren möglicherweise:
- Kastell Stuttgart-Bad Cannstatt
- Kastelle von Welzheim

Standorte der Ala in Pannonia waren möglicherweise:
- Gorsium (Tác): Ziegel[4] mit dem Stempel AL SCV wurden hier gefunden.

## Angehörige der Ala
Folgende Angehörige der Ala sind bekannt:

### Kommandeure
| - [?], ein Präfekt (AE 1992, 1794) - Gaius Antonius Rufus, ein Präfekt (CIL 3, 386) | - C(aius) Baburius Festus, ein Präfekt (CIL 13, 6212) - Tiberius Claudius Atticus: er wird auf dem Diplom von 74 als Kommandeur genannt. |

### Sonstige
| - C(aius) Fullonius, ein Decurio (AE 1967, 426) - Gaius Vibius Quartus, ein Decurio - Catalus, ein Reiter (CIL 5, 907) - Ianuarius Potens, ein Decurio (CIL 13, 7032) | - M(arcus) Iulius Sabinus, ein Subpräfekt (RMD 3, 170, Pais 1162) - Ti(berius) Iulius Rufus, ein Soldat (AE 1906, 111) - T(itus) Flavius Celsus, ein Veteran (CIL 13, 7580) - Veturius, ein Soldat: das Diplom von 74 wurde für ihn ausgestellt. |